# Aurelio Andreazzoli
Aurelio Andreazzoli (Massa, 5 novembre 1953) è un allenatore di calcio italiano.

## Caratteristiche tecniche

### Allenatore
Andreazzoli è un tecnico che preferisce disporre in campo i suoi giocatori con moduli quali il 4-2-3-1 o il 4-3-1-2, che consentono di gestire il possesso della sfera senza oscurare le qualità individuali dei singoli.

## Carriera
Venne portato nelle giovanili del Genoa dal presidente Angelo Tongiani (insieme ai conterranei Claudio Desolati e Mauro Della Bianchina). Proseguirà poi la sua carriera da calciatore nei dilettanti, tra le file della Sessana prima e poi del Pescia, giocandoci per sei stagioni e diventandone anche il capitano.
Inizia ad allenare nel 1985 i dilettanti dell'Orione, in Seconda Categoria, prima di passare sulla panchina dell'Ortonovo, conducendo gli spezzini dalla Seconda Categoria al campionato di Promozione. Dopo una parentesi alla guida del Pietrasanta, nel 1990 passa sulla panchina del Castelnuovo.
Dopo aver guidato per tre anni la Primavera della Lucchese, nel 1994 viene chiamato alla guida della Massese in Serie C1; nella prima stagione guida la squadra alla salvezza tramite i play-out. L'anno successivo viene esonerato a stagione in corso, salvo poi essere richiamato a maggio per disputare i play-out contro il Brescello. In seguito allena per due anni gli Allievi Nazionali della Fiorentina, prima di passare sulla panchina del Tempio (piazzandosi quart'ultimo in classifica, peggior difesa del campionato con 43 gol subiti) in Serie C2, salvandosi ai play-out.
Il 17 dicembre 1999 viene nominato tecnico dell'Aglianese, in Serie D. Il 14 giugno 2001 è sostituito da Francesco Buglio. L'8 ottobre subentra a Lamberto Magrini sulla panchina del Grosseto, in Serie D. Il 7 gennaio 2002, dopo aver ottenuto 4 punti nelle ultime 4 gare, è esonerato. Il 16 gennaio 2003 subentra a Dino Pagliari sulla panchina dell'Alessandria, in Serie C2. Il 26 febbraio è esonerato dopo aver ottenuto un solo punto in 5 gare totali (4 sconfitte, un pari) e il penultimo posto in classifica, sostituito da Carlo Soldo.
Il 9 luglio 2003 viene scelto da Luciano Spalletti - suo compagno di stanza e di studi a Coverciano - neo tecnico dell'Udinese, come collaboratore tecnico, affiancandolo sulla panchina friulana.
Terminato il rapporto con l'Udinese, il 21 giugno 2005 segue Spalletti alla Roma, mantenendo il proprio ruolo di collaboratore tecnico. Il 18 ottobre 2006, durante Olympiakos-Roma, partita della fase a gironi di UEFA Champions League, il calciatore giallorosso Rodrigo Taddei esegue un gesto tecnico particolare, chiamato dal giocatore Aurelio in onore del tecnico che lo aveva incoraggiato a provare la giocata in gare ufficiali. Il 1º settembre 2009 insieme a Spalletti lascia la Roma.
Il 21 febbraio 2011 è richiamato dalla società capitolina per ricoprire il suo precedente ruolo nello staff del nuovo tecnico Vincenzo Montella, ruolo che continuerà a coprire anche in seguito, alle spalle di Luis Enrique e Zdeněk Zeman. Il 2 febbraio 2013, in seguito all'esonero di Zeman, la società giallorossa gli affida la guida temporanea della squadra.
Passa dal 4-3-3 di Zeman al più prudente 4-2-3-1, adattando Totti a rifinitore - intuizione dell'ex tecnico Spalletti, che portò l'attaccante romano a vincere la Scarpa d'oro nel 2007 - della manovra. Esordisce alla guida della squadra giallorossa il 10 febbraio contro la Sampdoria al Luigi Ferraris, perdendo 3-1. La settimana successiva vince la sua prima gara in casa contro la Juventus 1-0. Dopo aver condotto la squadra al sesto posto a quota 62 punti di cui 28 fatti in 15 partite (1,86 a partita, quarta miglior media punti), il 26 maggio perde in finale di Coppa Italia il derby - il secondo alla guida della squadra giallorossa, dopo il pareggio ottenuto in campionato - contro la Lazio. Sollevato dall'incarico, il 20 giugno entra nello staff tecnico del nuovo allenatore giallorosso Rudi Garcia. Il 15 gennaio 2016 si ricongiunge al tecnico Luciano Spalletti sulla panchina giallorossa, rimanendo nello staff del tecnico toscano.
Interrotto il rapporto con la società capitolina, il 17 dicembre 2017 sostituisce Vincenzo Vivarini sulla panchina dell'Empoli, in Serie B. Passa dal 3-5-2 al 4-3-1-2, inanellando una striscia positiva di 19 partite (frutto di 14 vittorie e 5 pareggi), che portano la squadra a conseguire l'aritmetica promozione in Serie A - e la vittoria del campionato - il 28 aprile 2018 grazie al punto casalingo conquistato contro il Novara, con quattro giornate d'anticipo. Il 21 maggio rinnova con il club toscano fino al 2020. Dopo la vittoria casalinga contro il Cagliari nell'esordio stagionale in  Serie A, Andreazzoli colleziona 7 sconfitte e 3 pareggi nelle successive 10 giornate, risultati che conducono al suo esonero, ufficializzato il 5 novembre 2018, dopo la sconfitta in trasferta contro il Napoli per 5-1. Tuttavia, dopo la breve parentesi di Beppe Iachini, il 13 marzo 2019 Andreazzoli viene richiamato sulla panchina empolese. Nonostante un buon gioco espresso dalla squadra nel corso dell'anno, all’ultima giornata perde per 2-1 con l’Inter e il contemporaneo pareggio (0-0) del Genoa con la Fiorentina condanna l’Empoli alla retrocessione con 38 punti, gli stessi del club genovese che però si salva in virtù degli scontri diretti a favore; Andreazzoli aveva messo insieme 16 punti in queste ultime 11 partite (5 vittorie, 1 pareggio e 5 sconfitte).
Il 13 giugno risolve il contratto che lo legava alla squadra toscana, firmando il giorno seguente con il Genoa un contratto di 2 anni. Il 22 ottobre 2019, a seguito della sconfitta per 5-1 sul campo del Parma, viene sollevato dall'incarico di allenatore della prima squadra avendo collezionato 5 punti in 8 partite.
Il 21 giugno 2021 fa ritorno all'Empoli, neopromosso in Serie A, firmando un contratto annuale con opzione per un'ulteriore stagione in caso di salvezza.. Termina la stagione al quattordicesimo posto con 41 punti salvando la squadra. Il 1º giugno 2022 la società comunica che il tecnico non allenerà la squadra toscana nella stagione successiva.
Il 2 dicembre 2022 viene nominato nuovo tecnico della Ternana, settima in Serie B con 22 punti dopo 14 turni, sottoscrivendo con le fere un contratto fino al 30 giugno 2024. Dopo la sconfitta al debutto contro il Venezia per 2-1, la prima vittoria arriva l’8 dicembre contro il Cagliari per 1-0. Il 25 febbraio 2023, dopo la sconfitta casalinga per 2-1 contro il Cittadella e con la squadra all'undicesimo posto in classifica, rassegna le dimissioni avendo collezionato 12 punti in 12 partite. Il 21 giugno seguente viene richiamato al posto di Cristiano Lucarelli. Tuttavia, a causa di vedute divergenti con la nuova proprietà degli umbri, l'11 luglio rescinde il proprio contratto con le fere.
Il 19 settembre 2023, Andreazzoli torna per la quarta volta sulla panchina dell'Empoli, ultimo in campionato con zero punti dopo quattro gare, in sostituzione dell'esonerato Paolo Zanetti. Con i toscani firma un contratto fino al termine della stagione, con opzione per un'altra stagione. Tuttavia, dopo 13 punti raccolti in 16 partite, il 15 gennaio 2024 viene sollevato dall'incarico.

## Statistiche

### Statistiche da allenatore
Statistiche aggiornate al 13 gennaio 2024. In grassetto le competizioni vinte.
| Stagione            | Squadra          | Campionato       | Campionato | Campionato | Campionato | Campionato | Coppe nazionali | Coppe nazionali | Coppe nazionali | Coppe nazionali | Coppe nazionali | Coppe continentali | Coppe continentali | Coppe continentali | Coppe continentali | Coppe continentali | Altre coppe | Altre coppe | Altre coppe | Altre coppe | Altre coppe | Totale | Totale | Totale | Totale | % Vittorie | Piazzamento              |
| Stagione            | Squadra          | Comp             | G          | V          | N          | P          | Comp            | G               | V               | N               | P               | Comp               | G                  | V                  | N                  | P                  | Comp        | G           | V           | N           | P           | G      | V      | N      | P      | %          | Piazzamento              |
| ------------------- | ---------------- | ---------------- | ---------- | ---------- | ---------- | ---------- | --------------- | --------------- | --------------- | --------------- | --------------- | ------------------ | ------------------ | ------------------ | ------------------ | ------------------ | ----------- | ----------- | ----------- | ----------- | ----------- | ------ | ------ | ------ | ------ | ---------- | ------------------------ |
| 1988-1989           | Ortonovo         | Prom.            | 30         | 7          | 13         | 10         | -               | -               | -               | -               | -               | -                  | -                  | -                  | -                  | -                  | -           | -           | -           | -           | -           | 30     | 7      | 13     | 10     | 23,33      | 13°                      |
| 1989-1990           | Pietrasanta      | Prom.            | 34         | 12         | 13         | 9          | -               | -               | -               | -               | -               | -                  | -                  | -                  | -                  | -                  | -           | -           | -           | -           | -           | 34     | 12     | 13     | 9      | 35,29      | 7°                       |
| 1990-1991           | Castelnuovo      | Prom.            | 30         | 16         | 8          | 6          | CI-Dil          | 2               | 0               | 1               | 1               | -                  | -                  | -                  | -                  | -                  | -           | -           | -           | -           | -           | 32     | 16     | 9      | 7      | 50,00      | 4°                       |
| 1994-1995           | Massese          | C1               | 26+2       | 4+1        | 13+1       | 9          | CI-C            | 2               | 0               | 1               | 1               | -                  | -                  | -                  | -                  | -                  | -           | -           | -           | -           | -           | 30     | 5      | 15     | 10     | 16,67      | Sub., Eson., Sub., 15º   |
| 1995-1996           | Massese          | C1               | 19+2       | 5+1        | 6          | 8+1        | CI-C            | 6               | 2               | 3               | 1               | -                  | -                  | -                  | -                  | -                  | -           | -           | -           | -           | -           | 27     | 8      | 9      | 10     | 29,63      | Sub., Eson.              |
| Totale Massese      | Totale Massese   | Totale Massese   | 49         | 11         | 20         | 18         |                 | 8               | 2               | 4               | 2               |                    | -                  | -                  | -                  | -                  |             | -           | -           | -           | -           | 57     | 13     | 24     | 20     | 22,81      |                          |
| 1998-1999           | Tempio           | C2               | 26+2       | 8          | 4+2        | 14         | CI-C            | -               | -               | -               | -               | -                  | -                  | -                  | -                  | -                  | -           | -           | -           | -           | -           | 28     | 8      | 6      | 14     | 28,57      | Sub., 15º                |
| 1999-2000           | Aglianese        | D                | 34         | 11         | 13         | 10         | CI-D            | 4               | 1               | 2               | 1               | -                  | -                  | -                  | -                  | -                  | -           | -           | -           | -           | -           | 38     | 12     | 15     | 11     | 31,58      | 7º                       |
| 2000-2001           | Aglianese        | D                | 34         | 22         | 9          | 3          | CI-D            | 2               | 1               | 0               | 1               | -                  | -                  | -                  | -                  | -                  | -           | -           | -           | -           | -           | 36     | 23     | 9      | 4      | 63,89      | 2°                       |
| Totale Aglianese    | Totale Aglianese | Totale Aglianese | 68         | 33         | 22         | 13         |                 | 6               | 2               | 2               | 2               |                    | -                  | -                  | -                  | -                  |             | -           | -           | -           | -           | 74     | 35     | 24     | 15     | 47,30      |                          |
| ott. 2001-gen. 2002 | Grosseto         | D                | 15         | 8          | 3          | 4          | CI-D            | -               | -               | -               | -               | -                  | -                  | -                  | -                  | -                  | -           | -           | -           | -           | -           | 15     | 8      | 3      | 4      | 53,33      | Sub., Eson.              |
| gen.-feb. 2003      | Alessandria      | C2               | 5          | 0          | 1          | 4          | CI-C            | -               | -               | -               | -               | -                  | -                  | -                  | -                  | -                  | -           | -           | -           | -           | -           | 5      | 0      | 1      | 4      | &0,00      | Sub., Eson.              |
| feb.-giu. 2013      | Roma             | A                | 15         | 8          | 4          | 3          | CI              | 2               | 1               | 0               | 1               | -                  | -                  | -                  | -                  | -                  | -           | -           | -           | -           | -           | 17     | 9      | 4      | 4      | 52,94      | Sub., 6º                 |
| dic. 2017-2018      | Empoli           | B                | 23         | 16         | 7          | 0          | CI              | -               | -               | -               | -               | -                  | -                  | -                  | -                  | -                  | -           | -           | -           | -           | -           | 23     | 16     | 7      | 0      | 69,57      | Sub., 1º (prom.)         |
| 2018-2019           | Empoli           | A                | 22         | 6          | 4          | 12         | CI              | 1               | 0               | 0               | 1               | -                  | -                  | -                  | -                  | -                  | -           | -           | -           | -           | -           | 23     | 6      | 4      | 13     | 26,09      | Eson., Sub., 18º (retr.) |
| ago.-ott. 2019      | Genoa            | A                | 8          | 1          | 2          | 5          | CI              | 1               | 1               | 0               | 0               | -                  | -                  | -                  | -                  | -                  | -           | -           | -           | -           | -           | 9      | 2      | 2      | 5      | 22,22      | Eson.                    |
| 2021-2022           | Empoli           | A                | 38         | 10         | 11         | 17         | CI              | 3               | 2               | 0               | 1               | -                  | -                  | -                  | -                  | -                  | -           | -           | -           | -           | -           | 41     | 12     | 11     | 18     | 29,27      | 14º                      |
| dic. 2022-feb. 2023 | Ternana          | B                | 12         | 3          | 3          | 6          | CI              | -               | -               | -               | -               | -                  | -                  | -                  | -                  | -                  | -           | -           | -           | -           | -           | 12     | 3      | 3      | 6      | 25,00      | Sub., Dimiss.            |
| set. 2023-gen. 2024 | Empoli           | A                | 16         | 3          | 4          | 9          | CI              | -               | -               | -               | -               | -                  | -                  | -                  | -                  | -                  | -           | -           | -           | -           | -           | 16     | 3      | 4      | 9      | 18,75      | Sub., Eson.              |
| Totale Empoli       | Totale Empoli    | Totale Empoli    | 99         | 35         | 26         | 38         |                 | 4               | 2               | 0               | 2               |                    | -                  | -                  | -                  | -                  |             | -           | -           | -           | -           | 103    | 37     | 26     | 40     | 35,92      |                          |
| Totale carriera     | Totale carriera  | Totale carriera  | 393        | 142        | 121        | 130        |                 | 23              | 8               | 7               | 8               |                    | -                  | -                  | -                  | -                  |             | -           | -           | -           | -           | 416    | 150    | 128    | 138    | 36,06      |                          |

## Palmarès

### Allenatore

#### Club
- Campionato italiano di Serie B: 1

Empoli: 2017-2018

#### Individuale
- Panchina d'argento: 1

2017-2018